# أندريه معلولي
أندريه معلولي موسيقي سوري، ولد في رومانيا عام 1974، ويشغل حاليا (منذ 2019) منصب مدير عام دار الأسد للثقافة والفنون. وهو مؤسس وقائد أوركسترا أورفيوس الموسيقية المؤلفة من 26 موسيقي محترف، وقائد أوركسترا أطفال شمس المؤلفة من 80 طفل دون 16 سنة، وقام بتأسيس وتدريب كورال كنيسة القديس جاورجيوس في بلدة جديدة عرطوز، وشارك بتأسيس الأوركسترا الوطنية الجزائرية.

## دراسته
- خريج المعهد العربي للموسيقا في دمشق اختصاص آلة الكمان بدرجة ممتاز على يد الأستاذ يفجيني لوغينوف.[3]
- أوفد بمنحة دراسية إلى كونسرفاتوار أورليان في فرنسا عام 1996 حيث درس على يد الأستاذ باتريك لومونيه أستاذ آلة الفيولا في المعهد الوطني بباريس.
- حاصل على إجازة في الموسيقا من المعهد العالي للموسيقا في دمشق بدرجة جيد جداً عام 1998 على يد الأستاذة تاتيانا فيلاتوفا.

## مناصب تقلدها
- أستاذ لمادة الموسيقى في المدرسة الوطنية السورية الخاصة لمدة سبع سنوات.
- عضو الهيئة التدريسية في المعهد العالي للموسيقى برتبة أستاذ.
- رئيس قسم العلوم النظرية في المعهد العالي للموسيقى بدمشق من عام 2010 وحتى 2014.
- مدير مديرية المعاهد الموسيقية والباليه بوزارة الثقافة السورية من عام 2012 وحتى 2014.[4]
- عميد المعهد العالي للموسيقى من عام 2014 وحتى 2019.

## أعماله
- عمل مع أوركسترا مدينة أورليان بقيادة المايسترو جان مارك كوشرو.
- ومع أوركسترا شباب البحر الأبيض المتوسط لسنتين متتاليتين في فرنسا عام 1997.
- وفي أوركسترا معاهد دول البحر الأبيض المتوسط في مدينة مارسيليا في فرنسا عام 1998.
- تولى قيادة الفرقة السيمفونية الوطنية السورية عام 1999 وعام 2000 في مدينة هانوفر في ألمانيا.
- عمل مع أوركسترا الباروك في مدينة جونية في لبنان مدة سنتين.
- خاض تجربة التأليف والتوزيع الموسيقي ومن أعماله موسيقا مسلسل سيد العشاق (قصة حب عربية) وأيضاً الفيلم التلفزيوني للأطفال (أزهار الصداقة).

## مشاركاته
- ورشة عمل في قيادة الأوركسترا مع المايسترو صلحي الوادي ومع المايسترو المصري أحمد الصعيدي.
- شارك في العديد من المهرجانات العربية والأجنبية في (لبنان، الأردن، مصر، أرمينيا، إسبانيا، أمريكا وغيرها)
- أحيا عدة حفلات موسيقية منها في مدرج بصرى مع المايسترو العالمي الشهير ريكاردو موتي، وفي أبوظبي مع المغني العالمي بلاسيد دومينغو، ومع المغني العالمي روبيرتو ألانيا.
- قيادة أوركسترا صلحي الوادي في اليوم الوطني لدولة الإمارات في أبوظبي ودبي

## وصلات خارجية
- جريدة البعث... أندريه معلولي: الثقافة والإعلام توأم لا ينفصلان
- الموسيقي السوري العالمي أندريه معلولي: من يحمل آلة موسيقية لا يحمل سلاحاً في حياته